# Deinbollia xanthocarpa
Deinbollia xanthocarpa är en kinesträdsväxtart som först beskrevs av Ernst Meyer, och fick sitt nu gällande namn av Ludwig Radlkofer. Deinbollia xanthocarpa ingår i släktet Deinbollia och familjen kinesträdsväxter. Inga underarter finns listade i Catalogue of Life.